# PhotoRec
PhotoRec e програма с отворен код, служеща за възстановяване на данни. Възстановява данни от различни носители – карти памет, твърди дискове, USB флашпамети и т.н. Програмата работи в команден ред.
Първоначално PhotoRec е разработена, за да възстановява изтрити снимки от карти памет на фотоапарати. Впоследствие функционалността се разширява и сега програмата възстановява над 300 вида файлове, включително архиви, документи и клипове.